# Donja Stranica
Donja Stranica falu Horvátországban Károlyváros megyében. Közigazgatásilag Ribnikhez tartozik.

## Fekvése
Károlyvárostól 17 km-re északnyugatra, községközpontjától 2 km-re délkeletre fekszik.

## Története
1857-ben 112, 1910-ben 51 lakosa volt. A település trianoni békeszerződésig Zágráb vármegye Károlyvárosi járásához tartozott. 2011-ben mindössze ketten lakták.

## Lakosság
| Lakosság változása | Lakosság változása | Lakosság változása | Lakosság változása | Lakosság változása | Lakosság változása | Lakosság változása | Lakosság változása | Lakosság változása | Lakosság változása | Lakosság változása | Lakosság változása | Lakosság változása | Lakosság változása | Lakosság változása | Lakosság változása |
| ------------------ | ------------------ | ------------------ | ------------------ | ------------------ | ------------------ | ------------------ | ------------------ | ------------------ | ------------------ | ------------------ | ------------------ | ------------------ | ------------------ | ------------------ | ------------------ |
| 1857               | 1869               | 1880               | 1890               | 1900               | 1910               | 1921               | 1931               | 1948               | 1953               | 1961               | 1971               | 1981               | 1991               | 2001               | 2011               |
| 112                | 66                 | 52                 | 57                 | 50                 | 51                 | 39                 | 61                 | 51                 | 48                 | 50                 | 42                 | 23                 | 10                 | 5                  | 2                  |